# Jean Darnel
Jean Darnel, né Jean Marie François Darbonnens le 5 octobre 1923 à Bayonne et mort le 20 novembre 2020 à Paris,, est un acteur et metteur en scène français.

## Biographie
Il grandit dans les années 1930 à Bayonne, puis à Paris dans un milieu assez modeste.
Il débute en faisant de la figuration. Désireux de devenir comédien, il se présente à Marcel Achard pour lui demander conseil. Celui-ci l'oriente vers le théâtre des Mathurins où il débute comme figurant dans Dieu est innocent de Lucien Fabre le 1er juillet 1942. On le voit aussi comme figurant dans Les Visiteurs du soir : il est le page qui verse de l'eau sur les mains de Jules Berry lors du banquet des noces. Jean Darnel raconte qu'il était impressionné et tremblait au moment de verser l'eau.
En 1945, au théâtre du Châtelet, au profit des orphelins de la Résistance et dans une mise en scène de Maurice Lehmann, en alternance avec Pierre Cressoy, il joue le rôle-titre de L'Aiglon, remplaçant au pied levé Jeanne Boitel, alors enceinte.
Il a été élève de Pierre Fresnay.
Il crée les nouvelles Chorégies d'Orange (avec Jacques Bourgeois), les Fêtes Romantiques de Nohant (dont il sera directeur artistique jusqu’en 1990), Musique en Côte Basque (qu'il a dirigé à partir de 1960). Directeur de l'École d'art dramatique de la ville de Paris (devenue École supérieure d'art dramatique -ESAD- en 2008) et inspecteur des Conservatoires, il a fondé avec l'aide de l'État et de la ville de Paris l'Association pour l'Insertion Professionnelle des Jeunes Artistes (IPJA) qu'il a dirigée pendant vingt-deux ans.
Par ailleurs, Jean Darnel a animé à partir de 1996, le Libre journal du spectacle sur Radio Courtoisie.

## Télévision

### Chef opérateur
- Au théâtre ce soir
  - 1970 : Le Bourgeois gentilhomme de Molière, mise en scène Jean Le Poulain, réalisé par Pierre Sabbagh

## Théâtre

### Acteur
- 1945 : L'Aiglon, Théâtre du Chatelet
- 1954 : Pour le roi de Prusse de et mise en scène Maurice Bray, Théâtre Hébertot
- 1957 : César et Cléopâtre de George Bernard Shaw, mise en scène Jean Le Poulain, Théâtre Sarah-Bernhardt
- 1959 : Hamlet de William Shakespeare, mise en scène Jean Darnel, Arènes de Saintes
- 1961 : Ruy Blas de Victor Hugo, mise en scène Jean Darnel, Théâtre de l'Alliance française

### Metteur en scène
- 1959 : Hamlet de William Shakespeare, Arènes de Saintes
- 1961-1963 : Ruy Blas de Victor Hugo, Théâtre de l'Alliance française et Festival de Saint-Malo
- 1963 : Didon et Énée de Henry Purcell, Saint-Jean-de-Luz
- 1963 : Cyrano de Bergerac d'Edmond Rostand, Arènes de Saintes
- 1963 : Ba-ta-clan Opéra-bouffe musique Jacques Offenbach, livret Ludovic Halévy, Théâtre de la Nature Saint-Jean-de-Luz
- 1963 : Il Signor Bruschino Opéra-bouffe musique Gioacchino Rossini, livret Giuseppe Foppa, Théâtre de la Nature Saint-Jean-de-Luz
- 1964 : Roméo et Juliette de William Shakespeare, Théâtre de la Nature Saint-Jean-de-Luz
- 1965 : Le Bourgeois gentilhomme de Molière, Château d'Angers
- 1966 : On ne badine pas avec l'amour d'Alfred de Musset, Château de l'Empéri
- 1966 : Phèdre de Racine, Théâtre de la Nature Saint-Jean-de-Luz
- 1966 : La guerre de Troie n'aura pas lieu de Jean Giraudoux, Théâtre de la Nature Saint-Jean-de-Luz
- 1967 : Le Ventriloque, chorégraphie Serge Lifar, musique Marcel Landowski, Théâtre Grévin
- 1967 : L'Apostrophe d'après Honoré de Balzac (Les Cent Contes drolatiques), Théâtre Grévin
- 1967 : Marie Tudor de Victor Hugo, Château de l'Empéri
- 1967 : On ne badine pas avec l'amour d'Alfred de Musset, Festival d'Art dramatique Saint-Malo
- 1967 : Britannicus de Racine, Théâtre de la Nature Saint-Jean-de-Luz
- 1968 : La Fiancée de l'Europe de Pierre Maudru, Théâtre de la Nature Saint-Jean-de-Luz
- 1969 : Le Comte de Monte-Cristo d'après Alexandre Dumas, Théâtre antique d'Arles
- 1969 : Les Fontaines de Madrid de Lope de Vega, Théâtre de la Nature Saint-Jean-de-Luz
- 1972 : La guerre de Troie n'aura pas lieu de Jean Giraudoux, Caen